# Nécropole de Son Sunyer
 (août 2023).
Si vous disposez d'ouvrages ou d'articles de référence ou si vous connaissez des sites web de qualité traitant du thème abordé ici, merci de compléter l'article en donnant les références utiles à sa vérifiabilité et en les liant à la section « Notes et références ».
La nécropole de Son Sunyer est un site préhistorique situé à Palma, sur l'île de Majorque, dans l'archipel des Baléares, en Espagne. Elle est constituée d'au moins huit hypogées qui ont été creusés durant la période préhistorique du Naviforme.

## Histoire
La plupart des hypogées ont été endommagés et d'autres certainement complètement détruits, le site ayant été exploité dès le Moyen-Âge pour en extraire du grès. En 1958, Cristòfol Veny a donné une description du site qui a été fouillé en 1961 par une équipe dirigée par Guillermo Roselló Bordoy, ce qui a permis de découvrir de nouveaux hypogées. 

## Description
Le nombre de grottes de la nécropole n'est pas connu avec précision, mais il y a des indications de l'existence d'au moins huit cavités artificielles, creusées dans la roche. Par chance, l'extraction de la pierre a entraîné le creusement des hypogées dans le sens de leur longueur, ce qui permet encore d'en voir le plan, notamment la grotte n°4. Elles sont de différents types : des chambres circulaires simples avec un couloir d'accès, des chambres plus complexes incorporant des aménagements intérieurs tels que des niches, des bancs latéraux et une fosse centrale.
L'hypogée n° 7 est l'une des rares grottes artificielles à avoir fait l'objet de fouilles systématiques. Elle avait un plan circulaire, avec un couloir et une coupole hémisphérique, avec une ouverture orientée au nord-ouest fermée par un tas de pierres. Les restes de huit crânes ont été trouvés à côté du mur de la chambre mais la position des individus n'a pas pu être déterminée. Le matériel archéologique retrouvé comprend un fragment de vase à décor incisé, deux bols et un vase globulaire. L'hypogée a été réoccupé tardivement (présence de céramiques importées datées du Ier siècle av. J.-C.). Guillermo Roselló Bordoy estime qu'il s'agit de l'une des plus anciennes grottes connues, la mettant en relation avec les grottes naturelles de la région de Sa Canova, elle pourrait être datée de vers 1700 av. J.-C..
Une rainure est visible devant l'hypogée n°8 qui comporte une double entrée. L'hypogée est orienté vers l'ouest et mesure 12 m de longueur (3,50 m pour le couloir et 8,50 m pour la chambre). Il comporte une saillie taillée dans la roche, de forme rectangulaire (0,30 m de large), dépassant de la paroi côté gauche, dont la fonction demeure énigmatique.
Selon la description de Cristòfol Veny, l'hypogée n°10, appelé « sa Cova de sa Figuera », comportait deux portes d'accès et un trou circulaire de 1,05 m de diamètre, dont on ne sait pas s'il a été réalisé lors de la construction de la tombe ou ultérieurement par des fouilleurs. Veny mentionne également l'existence d'une rainure devant la porte nord et à la porte est.

## Matériel archéologique
Dans sa description de 1958, Cristòfol Veny mentionne la découverte de récipients sphériques, globulaires, en forme de coquille sphérique. L'exploitation en carrière du site n'a pas permis de conserver la couche archéologique d'origine. Le matériel archéologique découvert correspond uniquement à des poteries datées des XVIe et XVIIe siècles.
Le creusement des hypogées est daté du Naviforme  (1600 - 1200 av. J.-C.).